# Соповская волость
Соповская волость — волость в составе Жиздринского уезда Калужской (с 1920 — Брянской) губернии. Административный центр — село Сопово.

## История
Соповская волость образована в ходе реформы 1861 года. Первоначально в состав волости входило 8 селений: село Афанасово, сельцо Сопово, деревни Александровка, Горицы, Грабково, Мелихово, Фёдоровка и Шваново.
На 1880 год в составе волости числилось 3719 десятин земли, в том числе пахотной — 2322 десятины. Население волости составляло в 1880 году — 2924, в 1896 — 4074, в 1913 — 5541 человек.
В 1867 году сын почётного гражданина Олимпия Цыплакова купец Иван делает очередную покупку земель в Жиздринском уезде, большую часть в Соповской волости. Иван Олимпиевич облюбовал село Афанасово, где построил своё имение и деревянную церковь Успения Пресвятой Богородицы. Через несколько лет его силами в селе появилась школа для крестьянских детей, винокуренный завод, паровая мельница и маслобойня. Последние годы своей жизни Иван Олимпиевич Цыплаков провёл в Афанасове, там и обрёл покой в 1888 году около храма Пресвятой Богородицы. Памятник сохранился до наших дней. Все остальные постройки разрушены.
В волости было две церкви: деревянная приходская церковь Пресвятой Богородицы в селе Афанасово и вторая кирпичная Богородицкая церковь в сельце Сопове, которая была построена в 1913 году вместо старой, деревянной. Кроме этого, в Афанасово находилась кладбищенская часовня. Церкви были сначала закрыты, а потом разрушены в период Великой Отечественной войны. После войны разбрали на кирпичи и часовню.
1 апреля 1920 года Жиздринский уезд и Соповская волость в его составе были перечислены в Брянскую губернию.
В 1924—1926 годах при укрупнении волостей, Соповская, Крапивенская и Холмищенская волости были присоединены к Плохинской.
В 1929 году Брянская губерния и все её уезды были упразднены, а их территория вошла в состав новой Западной области. С 1944 года территория Соповской волости относится к Ульяновскому району Калужской области.